# ريمون لوميوكس
ريمون لوميوكس (بالفرنسية: Raymond Urgel Lemieux )‏ (و. 1920 – 2000 م) هو كيميائي، وأستاذ جامعي كندي، كان عضوًا في الجمعية الملكية (منذ 16 مارس 1967)، توفي في إدمونتون، عن عمر يناهز 80 عاماً.

## التعليم
تعلم في جامعة ألبرتا، وجامعة مكغيل.

## جوائز
حصل على جوائز منها:
- جائزة وولف في الكيمياء (1999)
- جائزة ألبرت أينشتاين العالمية للعلوم (1992)
- الميدالية الذهبية لغيرهارد هيرتسبيرغ في العلوم والهندسة [الإنجليزية]‏ (1991)
- جائزة الملك فيصل العالمية في العلوم (1990)
- جائزة مؤسسة غيردنر الدولية (1985)
- Killam Prize [الإنجليزية]‏ (1981)
- زميل في الجمعية الملكية (16 مارس 1967)
- Claude S. Hudson Award in Carbohydrate Chemistry  [لغات أخرى]‏ (1966)
- Chemical Institute of Canada Medal [الإنجليزية]‏ (1964)
- Léo-Pariseau Prize [الإنجليزية]‏ (أكتوبر 1961)[22]
- شريك وسام كندا.